# 大崎清夏
大崎 清夏（おおさき さやか、1982年 - ）は日本の詩人。神奈川県出身。早稲田大学第一文学部文芸専修卒業。

## 経歴
2011年に「ユリイカ」投稿欄の年間最優秀者に与えられる「ユリイカの新人」に選ばれる。2014年、第二詩集『指差すことができない』が第19回中原中也賞を受賞する。
劇作家の神里雄大とは大学の同級生で、朗読会を共催するなど親しい関係である。

## 著作

### 詩集
- 『地面』2010年、私家版
- 『指差すことができない』2013年、アナグマ社　のち青土社
- 『地形と気象』2016年、左右社（暁方ミセイ、石田瑞穂、管啓次郎との共著、訳：ジェフリー・ジョンソン)
- 『新しい住みか』2018年、青土社
- 『踊る自由』2021年、左右社

### 絵本
- 『はっぱの いえさがし』2016年、福音館書店（絵：北島遊）
- 『うみの いいもの たからもの』2020年、福音館書店（絵：山口マオ）